# Orthogeomys grandis
Orthogeomys grandis är en däggdjursart som först beskrevs av Thomas 1893.  Orthogeomys grandis ingår i släktet Orthogeomys och familjen kindpåsråttor. IUCN kategoriserar arten globalt som livskraftig. Inga underarter finns listade i Catalogue of Life. Wilson & Reeder (2005) skiljer mellan 16 underarter.

## Utseende
Vuxna exemplar är med svans 33,5 till 40,5 cm långa, svanslängden är 9,5 till 14,0 cm och vikten varierar mellan 480 och 985 g. Arten har 4,4 till 5,5 cm långa bakfötter och 0,9 till 1,3 cm stora öron. Orthogeomys grandis har i bergstrakter ganska tät päls på ovansidan som har en mörkbrun till svartbrun färg. Undersidans päls bildas hos populationer i bergstrakter av glest fördelade hår som har samma färg som på ovansidan. Denna jättekindpåsråtta har i låglandet och i torra områden även på ovansidan gles päls. På svansen saknas hår och fötternas ovansida är ofta vitaktig. På bakhuvudet kan vitaktiga fläckar förekomma. Liksom andra släktmedlemmar har arten en fåra i de övre framtänderna. Tandformeln är I 1/1, C 0/0, P 1/1, M 3/3, alltså 20 tänder i hela tanduppsättningen.

## Utbredning
Arten lever i Centralamerika från centrala Mexiko till Honduras. Den vistas i låglandet och i bergstrakter upp till 2700 meter över havet. Habitatet utgörs av skogar och av jordbruksmark.

## Ekologi
Denna gnagare skapar underjordiska bon där den stannar största delen av livet. Individerna kan vara dag- och nattaktiva. Födan utgörs främst av rötter av trädet Hymenaea courbaril eller av andra växter. I odlingsområden betraktas arten som skadedjur när den äter delar av kakaoträdet, av arter av banansläktet, av träd från släktet Hevea (inklusive kautschuk), av arter av majssläktet, av risplantor samt av växter från släktet Nephelium.